# 高尾義一
高尾 義一（たかお よしかず、1947年 - ）は、朝日ライフアセットマネジメント常務執行役員。元野村総合研究所研究理事。
大阪府出身。神戸商科大学卒業後、野村総合研究所に入社。ロンドン支店勤務、野村證券への出向、野村総合研究所調査本部長、野村総合研究所理事を経て現職。
1995年の『平成金融不況』（中公新書）は、日本の金融システムの欠陥を鋭く分析してベストセラーとなる。『金融デフレ』（東洋経済新報社）でサントリー学芸賞受賞。

## 著書
- 『平成金融不況 国際経済危機の中間報告』中公新書、1994
- 『金融デフレ』東洋経済新報社 1998年（サントリー学芸賞受賞）